# Gare de Takeo-Onsen
La gare de Takeo-Onsen (武雄温泉駅, Takeo-Onsen-eki) est une gare ferroviaire de la ville de Takeo, dans la préfecture de Saga au Japon. La gare est gérée par la compagnie JR Kyushu.

## Situation ferroviaire
La gare de Takeo-Onsen est située au point kilométrique (PK) 13,7 de la ligne Sasebo. Elle marque le début de la ligne Shinkansen Nishi Kyūshū.

## Histoire
La gare est inaugurée le 5 mai 1895 sous le nom de gare de Takao. Elle prend son nom actuel en 1975. Le 23 septembre 2022, Takeo-Onsen devient la gare de départ de la ligne Shinkansen Nishi Kyūshū.

## Service des voyageurs

### Accueil
La gare dispose d'un bâtiment voyageurs, avec guichets, ouvert tous les jours.

### Desserte
- Ligne Sasebo :
  - voie 1 : direction Kōhoku, Saga et Hakata
  - voie 2 : direction Haiki, Sasebo et Huis Ten Bosch
- Ligne Shinkansen Nishi Kyūshū :
  - voies 11 et 12 : direction Nagasaki